# پیدمانت (کارولینای جنوبی)
پیدمانت(به انگلیسی: Piedmont) شهری در ایالت کارولینای جنوبی کشور ایالات متحده آمریکا است که جمعیت آن در سرشماری سال ۲۰۱۰ میلادی، ۵٬۱۰۳ نفر بوده‌است.